# Prvenstvo Hrvatske i Slavonije 1912-1913
Il Prvenstvo Hrvatske i Slavonije u nogometu 1912./13. (in lingua italiana Campionato di calcio di Croazia e Slavonia 1912-13), fu la prima edizione del campionato di calcio croato e venne organizzato dalla Nogometni pododbor Hrvatskog športskog saveza ("sottocommissione calcistica della Federazione sportiva croata").
Si svolse nel Regno di Croazia e Slavonia, all'epoca parte dell'Impero austro-ungarico.

## Avvenimenti
La prima partita di campionato di calcio in Croazia avviene il 22 settembre 1912, nell'allora modesto campo sportivo appena costruito Maksimir, di fronte all'arbitro Branko Gavella, fra Croatia e HTŠK Tipografski. La vittoria è andata al Croatia (1-0), che così si è aggiudicato i primi due punti in palio.

Questo incontro è stato preceduto dall'istituzione di un comitato calcistico presso la Federazione sportiva croata ("Odbora za nogomet pri Hrvatskom športskom savezu"). A quel tempo, la più organizzata e famosa società sportiva croata, l'HAŠK, organizzò il primo vero campo da calcio nel Parco Maksimir, e furono soddisfatte le condizioni per annunciare "il primo campionato di calcio di Croazia e Slavonia per la stagione 1912-13", che divenne il nome ufficiale del torneo. Inizialmente, cinque club hanno risposto: HAŠK, Tipografski, Croazia, Građanski e Concordia, e successivamente un altro nuovo club, Ilirija, è stato autorizzato a partecipare. Tutti i club iscritti provenivano da Zagabria.

Poiché era disponibile solo il campo dell'HAŠK e c'era un completo dilettantismo, la competizione è stata piuttosto lunga. Inoltre, non c'era un vero e proprio calendario degli incontri, ma le partite si giocavano "previo accordo". Dopo che il Croatia ha sconfitto il Tipografski 1-0 il 22 settembre 1912, le seguenti partite sono state giocate entro la fine del maggio 1913: Concordia-Tipografski 5-0, HAŠK-Croatia 7-0, Građanski-Croatia 1-1, Concordia-Građanski 9-0, HAŠK-Tipografski 8-0, Concordia-Croatia 3-2, Građanski-Tipografica 4-1, HAŠK-Građanski 6-0, HAŠK-Concordia 2-1, Concordia-Tipografski 5-0, HAŠK-Ilirija 3-0, Građanski-Ilirija 3-1, HAŠK-Tipografski 6-1. Dopo la pausa invernate: Tipografski-Croatia 4-2, HAŠK-Građanski 2-1, Ilirija-Croatia 4-2, Concordia-Građanski 5-0.

La classifica dopo queste partite era la seguente: HAŠK 14 (7 partite), Concordia 10 (6), Građanski 5 (7), Croazia 3 (6), Ilirija (3) e Tipografski (7) 2 punti ciascuno. Strascichi sono stati trascinati dopo la partita tra HAŠK e Concordia: a causa di una lite tra i giocatori in una partita per un rigore assegnato, il girone di ritorno nella parte primaverile non è stato nemmeno giocato. Tutto ciò ha causato numerosi problemi nell'ulteriore svolgimento della competizione. L'epilogo fu che Il campionato si chiuse con l'ordine sopraddetto e l'HAŠK diventò il campione.

Si concluse così il primo campionato croato. Le autorità austro-ungariche dell'epoca non vedevano favorevolmente questi eventi, quindi per un certo periodo a tutte le squadre austriache e ungheresi fu vietato di organizzare partite con squadre croate.

## Formula e partecipanti
Le squadre disputarono un girone unico con gare di andata e ritorno. Il campione fu la squadra che raccolse più punti (2 punti a vittoria, 1 punto per il pareggio e 0 per la sconfitta).
A partecipare furono solo squadre di Zagabria:
- Prvi Hrvatski Građanski športski klub
- Hrvatski akademski šport klub
- Hrvatski šport klub Concordia
- Hrvatski tipografski športski klub
- AŠK Croatia
- Hrvatski športski klub Ilirija (entrata nella parte primaverile)

## Classifica

### Fase autunnale
|  | Pos. | Squadra              | Pt | G | V | N | P | GF | GS | QR     |
|  | ---- | -------------------- | -- | - | - | - | - | -- | -- | ------ |
|  | 1.   | HAŠK Zagabria        | 8  | 4 | 4 | 0 | 0 | 23 | 1  | 23,000 |
|  | 2.   | Concordia Zagabria   | 6  | 4 | 3 | 0 | 1 | 18 | 4  | 4,500  |
|  | 3.   | Croatia Zagabria     | 3  | 4 | 1 | 1 | 2 | 4  | 11 | 0,363  |
|  | 4.   | Građanski Zagabria   | 3  | 4 | 1 | 1 | 2 | 5  | 17 | 0,294  |
|  | 5.   | Tipografski Zagabria | 0  | 4 | 0 | 0 | 4 | 1  | 18 | 0,055  |

### Al momento dell'interruzione
A causa del comportamento antisportivo dei giocatori, dell'incidente degli spettatori e dell'errore degli arbitri, il 1º giugno 1913 HAŠK, Građanski e Tipografski si ritirarono dal campionato e la competizione fu sospesa. In seguito l'HAŠK venne dichiarato vincitore.
|  | Pos. | Squadra              | Pt | G | V | N | P | GF | GS | QR     |
|  | ---- | -------------------- | -- | - | - | - | - | -- | -- | ------ |
|  | 1.   | HAŠK Zagabria        | 14 | 7 | 7 | 0 | 0 | 34 | 3  | 11,333 |
|  | 2.   | Concordia Zagabria   | 10 | 6 | 5 | 0 | 1 | 28 | 4  | 7,000  |
|  | 3.   | Građanski Zagabria   | 5  | 7 | 2 | 1 | 4 | 9  | 25 | 0,360  |
|  | 4.   | Croatia Zagabria     | 3  | 6 | 1 | 1 | 4 | 8  | 19 | 0,421  |
|  | 5.   | Ilirija Zagabria     | 2  | 3 | 1 | 0 | 2 | 5  | 8  | 0,625  |
|  | 6.   | Tipografski Zagabria | 2  | 7 | 1 | 0 | 6 | 6  | 31 | 0,193  |

## Risultati
|             | HAŠ  | Con  | Gra  | Cro  | Ili  | Tip  |
| ----------- | ---- | ---- | ---- | ---- | ---- | ---- |
| HAŠK        | –––– | 2-1  | 6-0  | 7-0  | 3-0  | 8-0  |
| Concordia   | nd   | –––– | 9-0  | 3-2  | nd   | 5-0  |
| Građanski   | 1-2  | 0-5  | –––– | 1-1  | 3-1  | 4-1  |
| Croatia     | nd   | nd   | nd   | –––– | 2-4  | 1-0  |
| Ilirija     | nd   | nd   | nd   | nd   | –––– | nd   |
| Tipografski | 1-6  | 0-5  | nd   | 4-2  | nd   | –––– |

## Squadra campione
HAŠK Zagabria: Vladimir Šuput, Hugo Kuderna, Ivan Banfić, Oto Behrman, Ivan Lipovšćak, Leo Gollob, Mihajlo Mujdrica, Dragan Kastl, Dragutin Štancl, Janko Justin, Tomo Hombauer